# Private Life
Private Life es el álbum debut de Second, publicado en 2000 por la Concejalía de Juventud de Murcia tras haber ganado el concurso Región Murcia Joven. Posteriormente sería editado por La Casa de las Locas.

## Temas
1. «My little girl»
2. «17»
3. «Sunday's hit»
4. «In my life»
5. «Whisper it»
6. «You are a short song»
7. «My game is over»
8. «Surrender»
9. «Watching the moon»